# Peru International 2003
Die Peru International 2003 im Badminton fanden vom 23. bis zum 26. April 2003 in Lima statt.

## Sieger und Platzierte
| Disziplin    | Gold                              | Silber                            | Bronze                             |
| ------------ | --------------------------------- | --------------------------------- | ---------------------------------- |
| Herreneinzel | Richard Vaughan                   | Tjitte Weistra                    | Arturo Ruiz López                  |
| Herreneinzel | Richard Vaughan                   | Tjitte Weistra                    | Andrés Corpancho                   |
| Dameneinzel  | Kelly Morgan                      | Dolores Marco                     | Nina Weckström                     |
| Dameneinzel  | Kelly Morgan                      | Dolores Marco                     | Lorena Blanco                      |
| Herrendoppel | José Antonio Crespo Sergio Llopis | Keith Chan William Milroy         | Jochen Cassel Joachim Tesche       |
| Herrendoppel | José Antonio Crespo Sergio Llopis | Keith Chan William Milroy         | Nicolás Escartín Arturo Ruiz López |
| Damendoppel  | Judith Baumeyer Fabienne Baumeyer | Sandra Jimeno Doriana Rivera      | Felicity Gallup Joanne Muggeridge  |
| Damendoppel  | Judith Baumeyer Fabienne Baumeyer | Sandra Jimeno Doriana Rivera      | Yoana Martínez Lucía Tavera        |
| Mixed        | Matthew Hughes Joanne Muggeridge  | José Antonio Crespo Dolores Marco | Tjitte Weistra Doriana Rivera      |
| Mixed        | Matthew Hughes Joanne Muggeridge  | José Antonio Crespo Dolores Marco | Martyn Lewis Kelly Morgan          |